# Bồ kết quả nhỏ
Bồ kết quả nhỏ hay bồ kết, chùm kết, châm kết, mận kết, bồ kếp (danh pháp hai phần: Gleditsia australis) là loài thực vật có hoa trong họ Đậu. Loài này được F.B.Forbes & Hemsl. miêu tả khoa học đầu tiên.